# 董皇后
董皇后（?—?），十六国时期冉魏皇帝冉闵的皇后，名不详。
青龙二年（350年），冉闵废除卫帝石鉴，自立为大魏皇帝，建立冉魏，册封妻子董氏为皇后，长子冉智为太子，年号永兴。永兴三年（352年），冉闵被辽西的慕容鲜卑前燕王慕容儁，俘虏杀害。不久，前燕军围困冉魏首都鄴城（今河北临漳）。董皇后、太子冉智和以大将蔣幹为首的冉魏大臣坚守鄴城，以待东晋的援军，为了表示诚意，董皇后将永嘉之乱后前赵、后赵夺得的传国玉玺奉还东晋。不过，晋军始终未至，八月，前燕攻破鄴城，董皇后和冉智投降前燕。慕容儁的叔叔慕容评把董皇后和冉智以及王宫车乘服饰送至前燕的国都蓟城（今北京）。当时，前燕名义上还是东晋的臣子，慕容儁为了和晋朝彻底决裂，谎称董皇后将传国玉玺献给了他，自称大燕皇帝，赐董皇后号为奉玺君，封冉智为海宾侯，追谥冉闵为武悼天王。